# Бад-Тёльц-Вольфратсхаузен
Бад-Тёльц — Вольфратсхаузен (нем. Bad Tölz-Wolfratshausen) — район в Германии. Центр района — город Бад-Тёльц. Район входит в землю Бавария. Подчинён административному округу Верхняя Бавария. Занимает площадь 1110,67 км². Население — 120 557 чел. Плотность населения — 109 человек/км².
Официальный код района — 09 1 73.
Район подразделяется на 21 общину.

## Города и общины

Муниципалитеты района Бад-Тёльц-Вольфратсхаузен (Бавария)

Городские общины
1. Бад-Тёльц (17 613)
2. Вольфратсхаузен (17 450)
3. Геретсрид (23 320)

Административные сообщества
1. Бенедиктбойерн
2. Кохель-ам-Зе
3. Райхерсбойерн

Сельские общины
1. Бад-Хайльбрунн (3 740)
2. Бенедиктбойерн (3 477)
3. Бихль (2 073)
4. Ваккерсберг (3 517)
5. Гайссах (3 029)
6. Грайлинг (1 400)
7. Дитрамсцелль (5 282)
8. Заксенкам (1 228)
9. Иккинг (3 592)
10. Кохель-ам-Зе (4 168)
11. Кёнигсдорф (2 925)
12. Ленгрис (9 499)
13. Мюнзинг (4 172)
14. Ойрасбург (4 274)
15. Райхерсбойерн (2 172)
16. Шледорф (1 216)
17. Эглинг (5 186)
18. Яхенау (892)

## Население
По оценке на 31 декабря 2015 года население района Бад-Тёльц-Вольфратсхаузен составляет 124 930 чел. 

| Дата      | 1840  | 1871  | 1900  | 1925  | 1939  | 1950  | 1961  | 1970  | 1987  | 2011   |
| --------- | ----- | ----- | ----- | ----- | ----- | ----- | ----- | ----- | ----- | ------ |
| Население | 22262 | 23806 | 27886 | 36518 | 42830 | 67521 | 69526 | 85060 | 98579 | 119178 |

| Год       | 1960  | 1970  | 1980  | 1990   | 2000   | 2009   | 2010   | 2011   | 2012   | 2013   | 2014   | 2015   |
| --------- | ----- | ----- | ----- | ------ | ------ | ------ | ------ | ------ | ------ | ------ | ------ | ------ |
| Население | 69779 | 86105 | 97285 | 104918 | 116017 | 121247 | 121801 | 119733 | 120664 | 122118 | 123340 | 124930 |

## Внешние ссылки
- Официальная страница (нем.)